# Silphium
Silphium L., 1753 è un genere di piante erbacee appartenente alla famiglia Asteraceae.

## Tassonomia
Il genere comprende le seguenti specie:
- Silphium albiflorum A.Gray
- Silphium asperrimum Hook.
- Silphium asteriscus L.
- Silphium brachiatum Gatt.
- Silphium compositum Michx.
- Silphium confertifolium Small
- Silphium glutinosum J.R.Allison
- Silphium integrifolium Michx.
- Silphium laciniatum L.
- Silphium mohrii Small
- Silphium perfoliatum L.
- Silphium perplexum J.R.Allison
- Silphium radula Nutt.
- Silphium reniforme Raf. ex Nutt.
- Silphium terebinthinaceum Jacq.
- Silphium wasiotense Medley